# Pasar Simundol
Pasar Simundol is een bestuurslaag in het regentschap Padang Lawas Utara van de provincie Noord-Sumatra, Indonesië. Pasar Simundol telt 1401 inwoners (volkstelling 2010).